# رابین برد
رابین برد (انگلیسی: Robin Byrd؛ زاده ۶ آوریل ۱۹۵۷) بازیگر پورنوگرافی پیشین اهل ایالات متحده آمریکا است.